# August Kumlin
Carl August Kumlin (i riksdagen kallad Kumlin i Malmby), född 3 mars 1833 i Turinge församling, Stockholms län, död 8 juni 1895 i Strängnäs landsförsamling, Södermanlands län, var en svensk lantbrukare och riksdagsman. August Kumlin var lantbrukare i Malmby i Strängnäs landsförsamling. Som politiker var han ledamot av riksdagens andra kammare 1891-1893, invald från Åkers och Selebo häraders valkrets.